# Saelices
Saelices è un comune spagnolo di 650 abitanti situato nella comunità autonoma di Castiglia-La Mancia. In questo comune è presente il parco archeologico dell'antica città romana di Segóbriga.